# Kateřina Nekolná
Kateřina Nekolná (* 23. června 1975 Praha) je česká televizní sportovní novinářka a bývalá atletka.

## Život

### Dětství a studia
Dětství strávila na pražském Jižním Městě. Sportovní návyky získávala zejména od svého otce, veslaře Dukly Praha. Absolvovala Gymnázium Na Vítězné Pláni a vystudovala trenérství na Fakultě tělesné výchovy a sportu UK Praha a žurnalistiku na Fakultě sociálních věd UK.

### Sportovní kariéra
V atletice se věnovala vícebojům. Závodila za USK Praha pod vedením trenérky Jany Jílkové. Stala se čtyřikrát mistryní republiky v sedmiboji (1995, 1998, 1999 a 2001). V roce 1994 byla 16. na mistrovství světa juniorů. Už od začátku 90. let reprezentovala Českou republiku i v seniorských kategoriích, například v Evropském poháru ve vícebojích startovala celkem sedmkrát.
Zúčastnila se mistrovství Evropy 1998 (12. místo) a mistrovství světa 1999 (16. místo).
Největšího úspěchu dosáhla na Světové letní univerziádě 1999, kde výkonem 5900 bodů obsadila druhé místo, prohrála jen o 59 bodů s Američankou Tiffany Lottovou.
Její osobní rekord z roku 1999 má hodnotu 5997 bodů.
V roce 2002 absolvovala tréninkový pobyt ve Spojených státech amerických, nedlouho poté ale ukončila kariéru.

### Profesionální kariéra
Nejprve působila jako sportovní instruktorka a měla vlastní sportovně-reklamní firmu. Zároveň začala externě spolupracovat se sportovní redakcí České televize, kde později získala zaměstnání. V letech 2000 až 2005 moderovala sportovní zpravodajství v pořadu Dobré ráno. V roce 2009 se stala moderátorkou Branek, bodů, vteřin a zůstala jí až do roku 2012. Od roku 2013 moderuje Sportovní zprávy na programu ČT sport. Souběžně se věnovala také práci komentátorky a reportérky sportovních, především atletických přenosů a záznamů.
Moderuje také různé sportovní a společenské akce. Se Štěpánem Škorpilem a Jackem Přibáněm např. působila jako hlasatelka v O2 areně při halovém mistrovství Evropy 2015.

## Rodina
Má dva syny, Tomase Mikaela, který nosí příjmení po otci Järvinen, a Filipa.